# Diels Zwergmispel

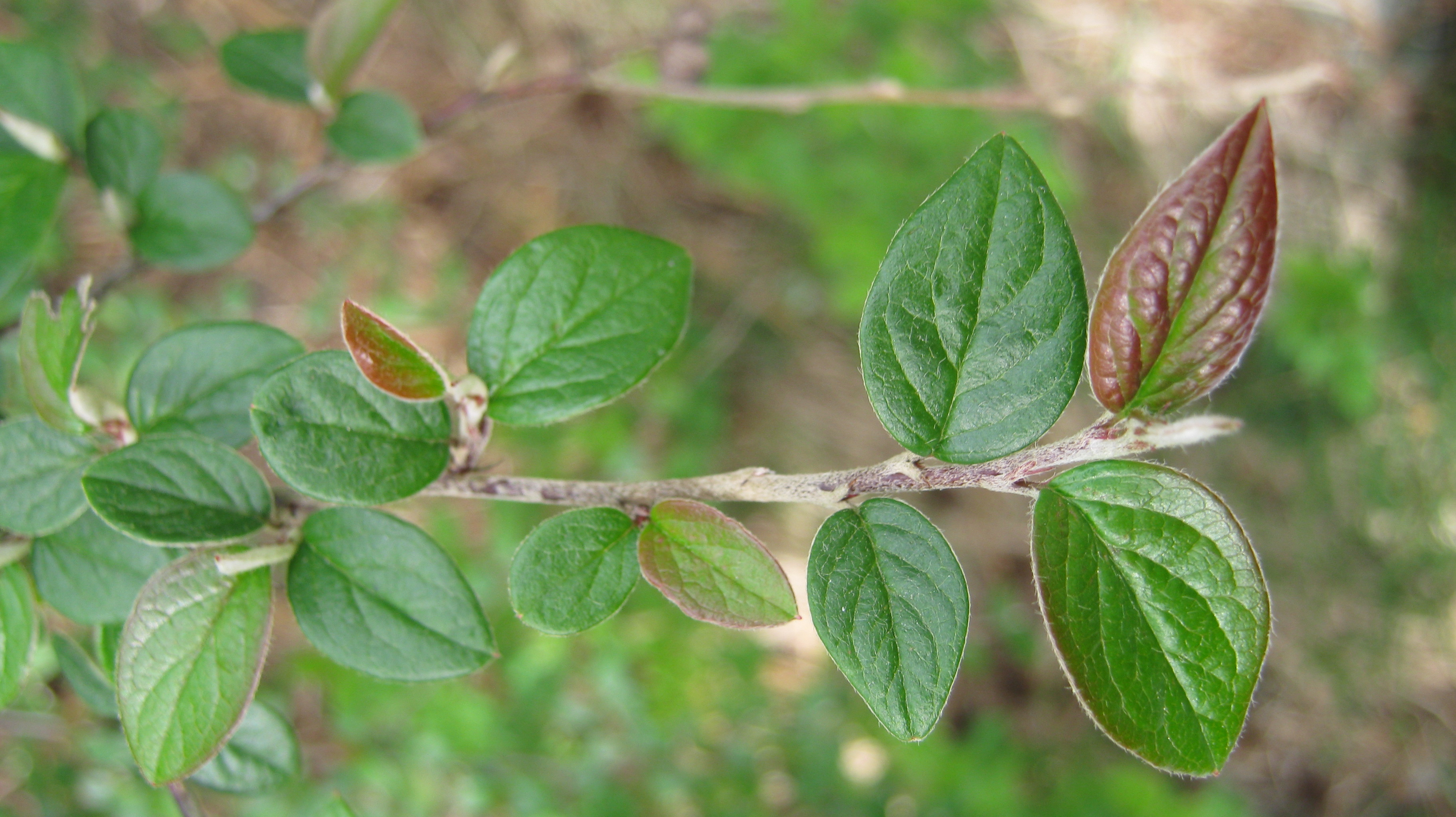
Zweig mit Blättern

Diels Zwergmispel oder auch Diels’ Zwergmispel (Cotoneaster dielsianus) ist ein sommergrüner, bis zu 2 Meter hoher, rotfruchtiger Strauch aus der Gruppe der Kernobstgewächse (Pyrinae). Das natürliche Verbreitungsgebiet der Art liegt in China. Sie wird häufig als Zierpflanze verwendet.

## Beschreibung
Diels Zwergmispel ist ein sommergrüner, 1 bis 2 Meter hoher Strauch mit dünnen, schwarzgrauen oder schwarzbraunen, stielrunden, anfangs dicht zottelig und gelblich behaarten und später verkahlenden Zweigen. Die Laubblätter sind in Blattstiel und Blattspreite gegliedert. Der Blattstiel ist 1 bis 3 Millimeter lang und filzig behaart. Die Nebenblätter sind linealisch-lanzettlich, und etwa so lang wie der Blattstiel, anfangs filzig behaart und später verkahlend. Sie bleiben teilweise bis zur Fruchtreife erhalten. Die Blattspreite ist einfach, oval bis eiförmig, selten ab 0,6 meist 1 bis 2,5  Zentimeter lang und 0,8 bis 1,5 Zentimeter breit, derb, mit spitzer, seltener stumpfer oder ausgerandeter Blattspitze und breit keilförmiger oder gerundeter Basis. Die Blattoberseite ist glänzend dunkelgrün, fein behaart oder beinahe kahl; die Unterseite ist dicht gelbgrau- bis grau-filzig behaart. Die Herbstfärbung der Blätter ist braunrot.
Die Blüten wachsen in 1,5 bis 3 Zentimeter durchmessenden Schirmrispen aus 3 bis 7 Blüten mit zottig behaarter Spindel. Die Tragblätter sind linealisch-lanzettlich, 2 bis 3 Millimeter lang und flaumig behaart. Die Blütenstiele sind wie die Blütenstandsspindel zottig behaart und 1 bis 3 Millimeter lang. Die Blüten haben Durchmesser von 6 bis 7 Millimeter. Der Blütenbecher ist außen zottig behaart. Die Kelchblätter sind dreieckig, spitz selten stumpf oder ausgerandet, 1 bis 2 Millimeter lang und 1,5 bis 2,5 Millimeter breit. Die Kronblätter stehen aufgerichtet, sie sind leicht rosafarben, rundlich bis breit verkehrt-eiförmig, 3 bis 4 Millimeter breit, mit stumpfer Spitze und kurz genagelter Basis. Die 15 bis 20 Staubblätter sind kürzer als die Kronblätter. Die Spitze des Fruchtknotens ist fein behaart. Die meist drei, selten vier oder fünf freistehenden Griffel sind sehr kurz. Die Früchte sind dunkel- oder korallenrot, rundlich oder verkehrt eiförmig, mit Durchmesser von 5 bis 8 Millimeter. Je Frucht werden drei bis fünf Kerne gebildet. Diels Zwergmispel blüht von Juni bis Juli, die Früchte reifen von September bis Oktober.

## Vorkommen und Standortansprüche
Das natürliche Verbreitungsgebiet liegt in den chinesischen Provinzen Gansu, Guizhou, Hubei, Sichuan, Xizang und Yunnan. In Europa ist die Art verwildert. Diels Zwergmispel wächst in Steppen, Strauchflächen und Trockenwäldern in 1000 bis 3600 Metern Höhe auf mäßig trockenen bis frischen, schwach sauren bis alkalischen, nährstoffreichen Böden an sonnigen bis lichtschattigen Standorten. Die Art ist wärmeliebend und meist frosthart.

## Systematik
Diels Zwergmispel (Cotoneaster dielsianus) ist eine Art aus der Gattung der Zwergmispeln (Cotoneaster). Sie wird in der Familie der Rosengewächse (Rosaceae) der Unterfamilie Spiraeoideae, Tribus Pyreae der Untertribus der Kernobstgewächse (Pyrinae) zugeordnet. Die Art wurde im Jahr 1900 von Ernst Georg Pritzel als Cotoneaster dielsiana erstmals wissenschaftlich beschrieben. Der Gattungsname Cotoneaster leitet sich vom lateinischen „cotoneum malum“ für die Quitte (Cydonia oblonga) ab. Die Endung „aster“ ist eine Vergröberungsform für Pflanzengruppen, die im Vergleich zu ähnlichen Gruppen als minderwertig betrachtet werden. Das Artepitheton dielsianus erinnert an den deutschen Botaniker Ludwig Diels.
Es werden zwei Varietäten unterschieden:
- Cotoneaster dielsianus var. dielsianus mit 1 bis 2,5 Zentimeter langen und oberseits fein behaarten Blattspreiten und roten Früchten. Sie kommt in Höhen von 1000 bis 3600 Metern vor.[8]
- Cotoneaster dielsianus var. elegans Rehder & E. H. Wilson mit 0,6 bis 1,5 Zentimeter langen und oberseits glänzenden und kaum behaarten, wintergrünen[4] Blattspreiten und korallenroten Früchten. Sie kommt in Höhen von 2000 bis 3000 Metern vor.[9]

## Verwendung
Diels Zwergmispel wird sehr häufig aufgrund ihrer beeindruckenden Früchte und der bemerkenswerten Herbstfärbung als Ziergehölz verwendet.

## Nachweise